# Quae Volont Intercipit
Quae Volont Intercipit er en dansk dokumentarfilm fra 1998 instrueret af Trine Stark Olesen.

## Handling
Quae Volont intercipit betyder opfanger dem som flyver. Denne film er lavet for at afmystificere folks spionage-opfattelse af en dansk radarstation. Den er samtidig en historisk film, da radarstationen i Bækskov står for en fremtidig afvikling i år 2000.